# ایرنا مارتینکووا
ایرنا مارتینکووا (انگلیسی: Irena Martínková؛ زادهٔ ۱۹ سپتامبر ۱۹۸۶) بازیکن فوتبال اهل جمهوری چک است.
از باشگاه‌هایی که در آن بازی کرده‌است می‌توان به باشگاه فوتبال کیف اوربرو دی‌اف‌اف اشاره کرد.
وی همچنین در تیم ملی فوتبال زنان جمهوری چک بازی کرده‌است.